# Broken Sword
Broken Sword je serija pustolovskih video iger razvijalcev Revolution Software. Igre se vrtijo okoli pustolovščin Georgea Stobbarta, rojenega v Idahu, in Nicole Collard, ženske iz Pariza v izmišljenih zgodbah na osnovi zgodovine. Prvi dve igri (Broken Sword: The Shadow of the Templars in Broken Sword II: The Smoking Mirror) v seriji sta 2D, tretja in četrta (Broken Sword: The Sleeping Dragon in Broken Sword: The Angel of Death) pa 3D. Leta 2009 je Revolution izdal režiserjev rez prve igrice, imenovan Broken Sword: The Shadow of the Templars - Director's Cut, in leta 2010 inačico druge, imenovane Broken Sword: The Smoking Mirror - Remastered.

## Uradne igre

### Broken Sword: The Shadow of the Templars(1996)
Prva igra v seriji je bila izdana 30. septembra 1996. Virgin Interactive je bil založnik po vsem svetu. George Stobbart je američan, ki je na počitnicah v Parizu v jeseni. Zgodba se začne ko George sedi pred majhno kavarno, in kar naenkrat v njo prileti moški oblečen v klovna in zasadi bombo, ki potem ekslodire in skoraj ubije Georga. Eksplozija ubije nekega starega moža, Plantarda, in se George zato odloči, da bo ugotovil kdo je ta klovn, a pri tem spozna foto-novinarko, Nicole Collard. Skupaj se vpleteta v pustolovščino okoli sveta, ki vključujejo zarote, kulte in umore, ki se vsi vrtijo okoli Templarjev. 
Igra, ki je bila tržno in kritično uspešna, je bla v Združenih državah Amerike izdana kot Circle of Blood.
Igra je kasneje bila izdana tudi na PlayStationu, Game Boy Advancu, in mobilnem telefonu

#### Broken Sword: The Shadow of the Templars - Director's Cut(2009)
Režiserjev rez je posodabljena verzja prve Broken Sword igre, ki jo je izdal Ubisoft, in je bil izdan na Wii-u in Nitendo DS-u v marcu 2009.
Igra vključuje dodatno zgodbo, v kateri igraš kot Nicole Collard, ki mora ugotoviti kdo je umil naciolnalnega heroja, Piera Charsona, in ugotoviti resnico o svojem očetu. Vključuje tudi ročne ilustracije in animacije, ki jih je narisal Dave Gibbons. 
Januarja 2010 je bil Direktorjev rez izdan na iPhoneu in iPodu. Maja 2010 je bil izdan na iPadu, in 2. septembra na osebnem računalniku.

### Broken Sword II: The Smoking Mirror(1997)
Druga igra je bila izdana leta 1997, katera se začne, ko George Stobbart vidi ugrabitev njegove punce, Nicole Collard. Zato mora George rešiti svojo punco in priti do dna majske skrivnosti. Je tudi edina igra v seriji, ki se ne vrti okoli Templarskih skrivnosti.

#### Broken Sword: The Smoking Mirror - Remastered(2010)
Broken Sword: The Smoking Mirror - Remastered je obnovljena verzija originala, izdana decembra 2010 za Apple iOS (kasneje za PC in Mac OS X).
Igra vključuje nove interaktivne stripe, ki jih je narisal Dave Gibbons, ter nove obrazne animacije, izboljšano grafiko, HD zvok, sistem z namigi, dnevnik in dosežke.

### Broken Sword: The Sleeping Dragon(2003)
Broken Sword: The Sleeping Dragon, izdana leta 2003, je tretja igra v seriji. Na začetku igre, George in Nico nista več skupaj, ampak kasneje ugotovita, da odkrivata isto skrivnost. Zato morata še enkrat skupaj rešiti svet.

### Broken Sword: The Angel of Death(2006)
'Broken Sword: The Angel of Death, izdana leta 2006, je četrta igra v Broken Sword seriji. Po dogodkih v tretji igri, je George padel v krizo, ker mu ne gre dobro v službi, ampak ko se v njegovo življenje pojavi Anna-Marija, ponovno gre na pustolovščino po celem svetu. 
Igra je v Severni Ameriki bila izdana kot Secrets of the Ark: A Broken Sword Game.
Prvič v seriji, lahko glasbo v igri kupiš na iTunes.

## Neuradne igre

### Broken Sword 2.5: The Return of the Templars(2008)
Leta 2008 je skupina oboževalcev Broken Sworda, mindFactory, izdala neuradno pustolovščino, Broken Sword 2.5: The Return of the Templars, ki so jo naredili sami.